# Nilesat 201
Nilesat 201 ist ein kommerzieller Kommunikationssatellit der ägyptischen Firma Nilesat.
Nilesat beauftragte Thales Alenia Space im Mai 2008 mit dem Bau des Satelliten, der am 4. August 2010 um 22:59 Uhr MEZ mit einer Trägerrakete vom Typ Ariane 5 ECA vom Raketenstartplatz Kourou in Französisch-Guayana (zusammen mit RASCOM-QAF 1R) in eine geostationäre Transferbahn gebracht wurde.
Nilesat 201 sollte weitere Direct-to-Home-Fernseh- und Rundfunkprogramme zur Verfügung stellen (insgesamt mehr als 450 TV-Programme) sowie die High-Speed-Datenübertragung für das Empfangsgebiet in Nordafrika und dem Nahen Osten erweitern. Er sollte damit die bisherigen Satelliten Nilesat 101, 102 und 103 ergänzen. Der Satellit basiert auf dem Satellitenbus Spacebus 4000B2 von EADS Astrium und verfügt über 24 Ku-Band- und vier Ka-Band-Transponder. Sein Startgewicht beträgt etwa 3200 kg. Der Satellit wird auf der Position 7° West stationiert und hat eine erwartete Lebensdauer von etwa 15 Jahren.